# Évora
Évora je město v jižním Portugalsku. Zachovalé historické centrum města je zapsáno na seznamu světového dědictví UNESCO.

## Poloha
Évora leží na 38.33° s.š., 7°57' z.d. v nadmořské výšce 300 m, v provincii Alentejo (jižní Portugalsko), přibližně 130 km od Lisabonu. Je hlavním městem okresu. Provincii Aletenjo tvoří široká rovinatá krajina na jih od řeky Tejo. S ohledem na velmi zachovalé centrum starého města, téměř úplně dochované městské opevnění a velký počet památek pocházejících z různých historických dob bylo město zařazeno na seznam světového dědictví UNESCO.

## Historie
Historie města začíná před více než dvěma tisíci lety. Město založili Lusitánové a učinili jej svým hlavním městem. Římané dobyli město v roce 57 př. n. l. a opevnili jej hradbami. Městské hradby, zbytky římských lázní a chrámu se dochovaly dodnes. Julius Caesar nazýval město Liberalitas Julia. Chrám s korintskými sloupy pochází z 1. století a byl patrně postaven na počest císaře Augusta. Město získalo na významu, neboť leželo na průsečíku několika důležitých obchodních cest a ve velmi úrodné krajině. Plinius starší se o městě zmiňuje ve své knize Naturalis Historia a nazývá je Ebora Cerealis. Ve 4. století mělo již město svého biskupa, který se jmenoval Quintianus.
V období invaze barbarů se v roce 584 Évora dostala pod vládu vizigódského krále Leovigilda. Město sice později získalo statut katedrálního města, ale bylo to již období úpadku a z této doby se dochovalo jen velmi málo památek.
V roce 715 město obsadili Maurové a tehdejší vládce Tarik ibn-Zijad je nazval Jebora. Za maurské vlády (715-1165) začalo město opět prosperovat a stalo se zemědělským centrem kraje s pevností a mešitou. Výrazný maurský vliv je v městě dodnes patrný.
V září roku 1165 dobyl město Geraldo Sem Pavor (Gerald Smělý) a dostalo se tak pod vládu portugalského krále Alfonse I. V této době se rozvíjelo velice dynamicky. V první a druhé dynastii portugalských králů zde sídlil královský dvůr a bylo postaveno mnoho paláců, pomníků a kostelů. Obzvláště za vlády Manuela I. a Jana III. se město stalo centrem umění a vzdělání. V katedrále je pohřben André de Resende, žili a tvořili zde sochař Nicolau Chanterene, malíři Cristóvão de Figueiredo a Gregório Lopes, kronikář Duarte Galvão a otec portugalského dramatu Gil Vicente.
Sídlem arcibiskupství se Évora stala v roce 1540. V roce 1559 zde jezuité založili univerzitu na které vyučovali přední evropští mistři jako vlámští humanisté Nicolaus Clenardus (Nicolaas Cleynaerts) (1493-1542), Johannes Vasaeus (Jan Was) (1511-1561) a teolog Luis de Molina. V 18. století byli jezuité z Portugalska vykázáni a univerzita byla roku 1759 uzavřena. Obnovy se dočkala až v roce 1973.
Všechny významné stavební slohy a umělecké směry (románský sloh, gotika, manuelský styl, renesance i baroko) zanechaly v Évoře stopu. Dodnes se na ploše 1 km² historického centra nachází na 4000 budov.

## Nejvýznamnější památky
- Římský chrám – nesprávně nazývaný chrámem Diany. Pochází z 1. století a byl patrně věnován kultu císaře Augusta. Chrám se dochoval poměrně neporušený, protože byl později zabudován do středověké stavby. Je svého druhu jediný v Portugalsku. Stal se jakýmsi symbolem města. Chrám v korintském stylu má šest sloupů v řadě. Byl postaven z mramoru, který se nachází v blízkosti města Estremoz. Dochované sloupy jsou vysoké 7,68 m.
- Katedrála – jedna z nejvýznamnějších gotických památek Portugalska, byla zbudována v letech 1280 až 1340. Sochy apoštolů na portálu jsou z roku 1335. Jedna z kaplí je v manuelském slohu, zbývají jsou barokní. Varhany a chór pocházejí z renesančního období (cca 1556).
- Kaple sv. Bráse – pochází z roku 1480 a je vynikajícím dokladem mudéjárské gotiky.
- Klášter a kostel Lóios – byl zbudován v 15. století. Obsahuje řadu hrobek, kostel a ambit v gotickém slohu, manuelskou klášterní budovu s nádherným portálem. Interiér je vyzdoben keramickými azulejos z 18. století.
- Kostel sv. Františka (Igreja de São Francisco) – postaven koncem 15. století. Je kombinací manuelského a gotického slohu. Široká hlavní loď je mistrovským dílem gotické architektury. Obsahuje mnoho kaplí s barokní výzdobou. Velmi navštěvovaná je kostnice (Capela dos Ossos), jejíž zdi jsou zcela pokryty lidskými lebkami a kostmi.
- Palác Vasco da Gamy – Vasco da Gama zde sídlil v letech 1519 až 1524. V této době byl jmenován hrabětem z Vidigueiry a Místokrálem Indie. Dosud se dochoval manuelský ambit a renesanční nástěnné malby.
- Água de Prata Aqueduct (Akvadukt stříbrné vody) – 9 km dlouhý akvadukt byl postaven v letech 1531 až 1537 králem Janem III. Architektem byl významný vojenský architekt Francisco de Arruda, který postavil mimo jiné Belémskou věž v Lisabonu. Akvadukt končí na náměstí Praça do Giraldo a v jeho poslední části jsou mezi oblouky vsazeny obchody a kavárny. Známý portugalský básník Luís de Camóes jej opěvá v epické básni Os Lusíadas.
- Univerzita – původně jezuitská kolej postavená kardinálem a pozdějším králem Jindřichem I. roku 1559.
- Palác vévody z Basty – jednoduchý maurský hrad a rezidence králů z Alfonsovy dynastie. Jeho vnější vzhled nese rysy mudejárovské architektury, gotiky, manuelského slohu i renesance.
- Dámská galerie v paláci Manuela I. (Galeria das Damas do Palacio de D. Manuel) – zbytky paláce vybudovaného králem Manuelem I. v goticko-renesančním stylu. Podle některých kronikářů zde Vasco de Gama obdržel rozkaz vydat se na objevitelskou cestu do Indie.
- Renesanční fontána – renesanční fontána se nachází na náměstí Largo das Portas de Moura. Má tvar globu obklopeného vodou. Symbolizuje věk objevitelů.
- Palác vévody z Cadavalu – palác s fasádou ze 17. století. je postaven na základech hradu, který vyhořel roku 1384. Dominantní architektonické prvky jsou z manuelského období. Palác slouží jako sídlo starosty Évory a čas od času jako královská rezidence. V prvním patře jsou uloženy sbírky rukopisů, rodinné portréty a religiosa ze 16. století.
- Náměstí Geraldo (Praça do Geraldo) – náměstí v centru města. Král Eduard I. Portugalský (Duarte I.) zde nechal vybudovat palác (Estaus Palace), který má dnes gotický vzhled. Renesanční fontána (fonte Henriquina) je z roku 1570. Na severní straně je kostel sv. Antonína (Igreja de Santo Antão) ze 16. století. Na tomto náměstí byl roku 1483 sťat Ferdinand II., vévoda z Braganzy na rozkaz svého bratrance krále Jana II. Náměstí bylo také v době inkvizice svědkem stovek autodafé.

V okolí města se nacházejí další památky, například pravěké stavby Kromlech Almendres a Velký dolmen v Zambujeiru.

## Fotogalerie

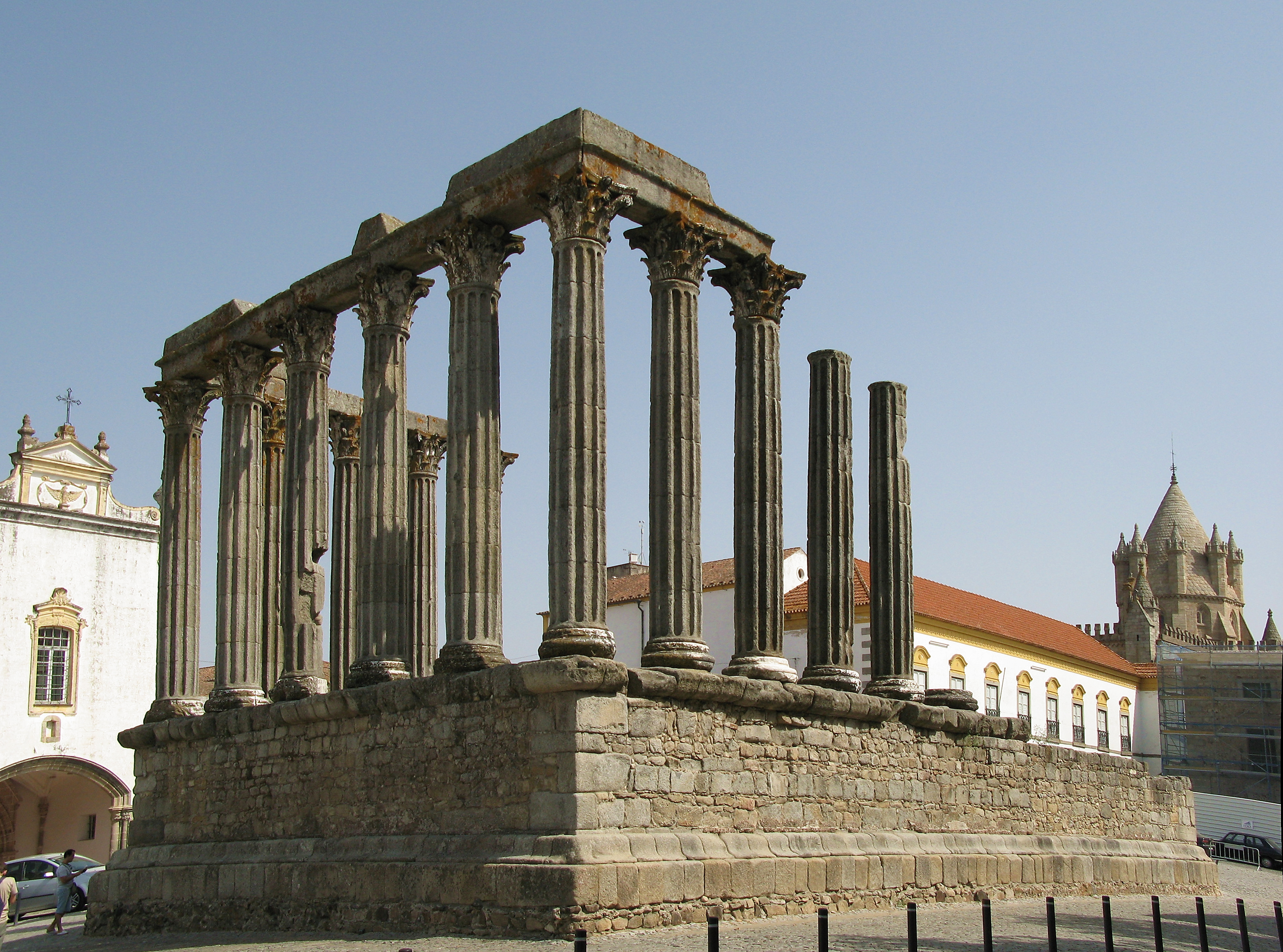
římský chrám
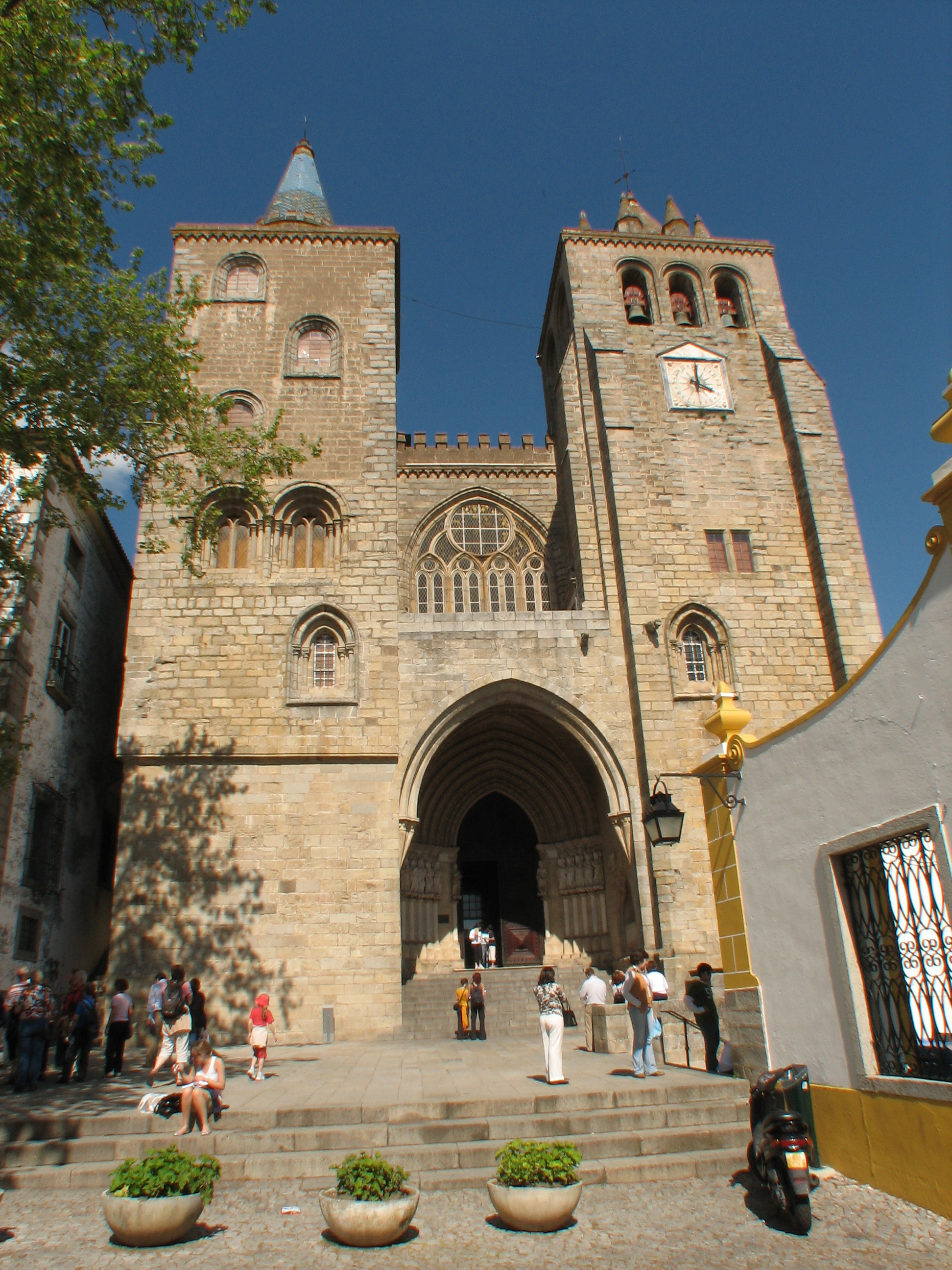
katedrála v Évoře
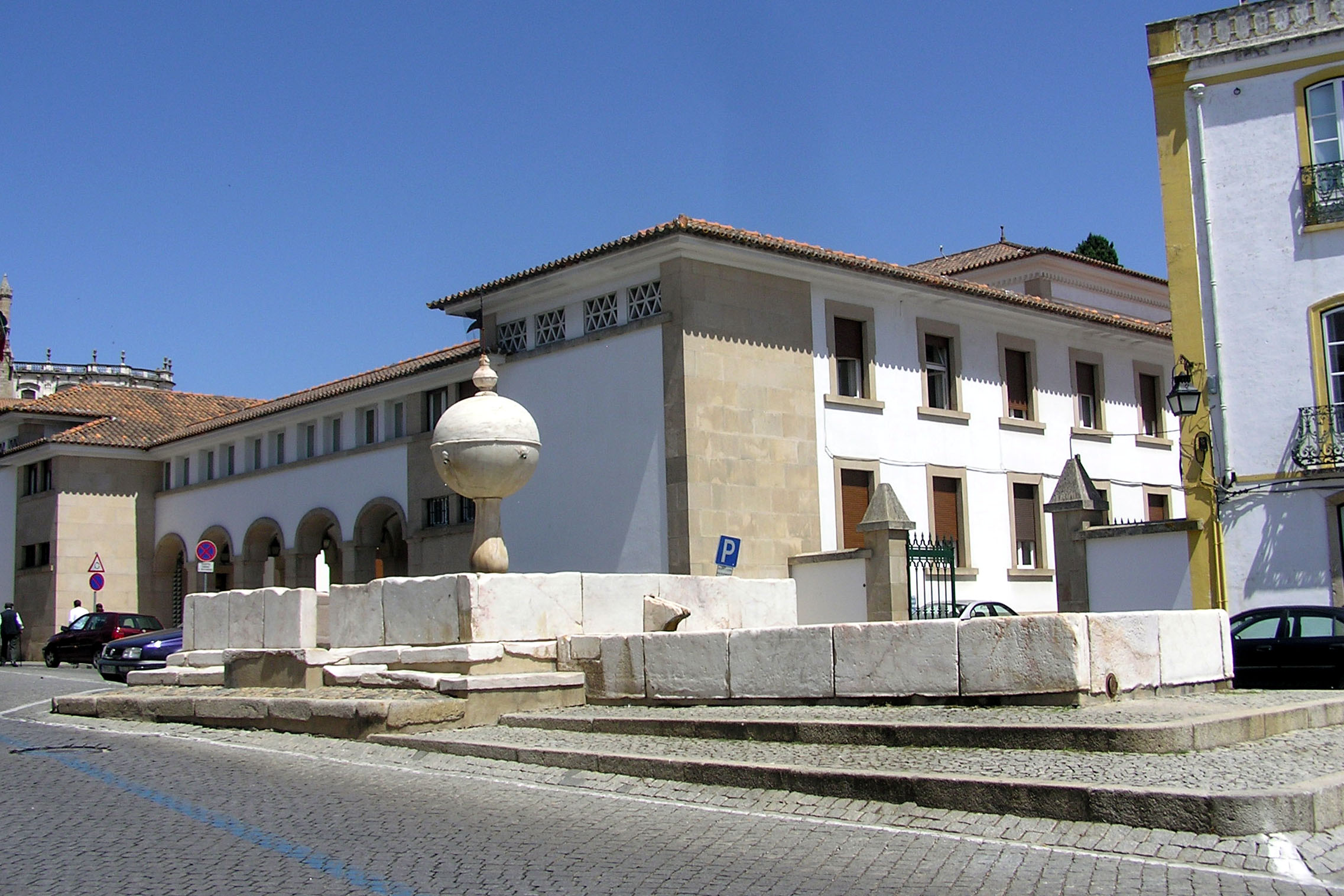
renesanční fontána na náměstí Largo das Portas de Moura
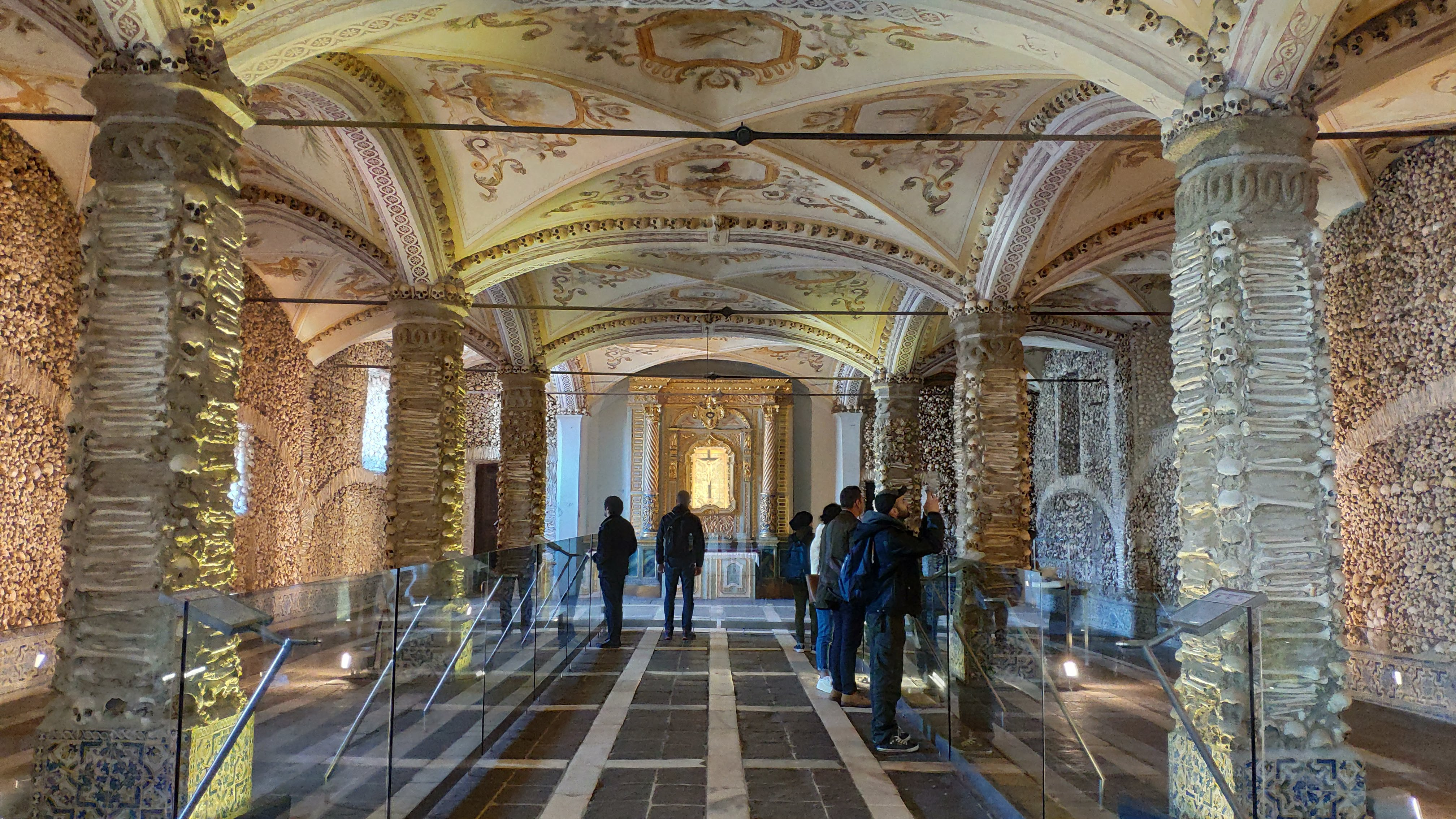
kostnice v Igreja de São Francisco
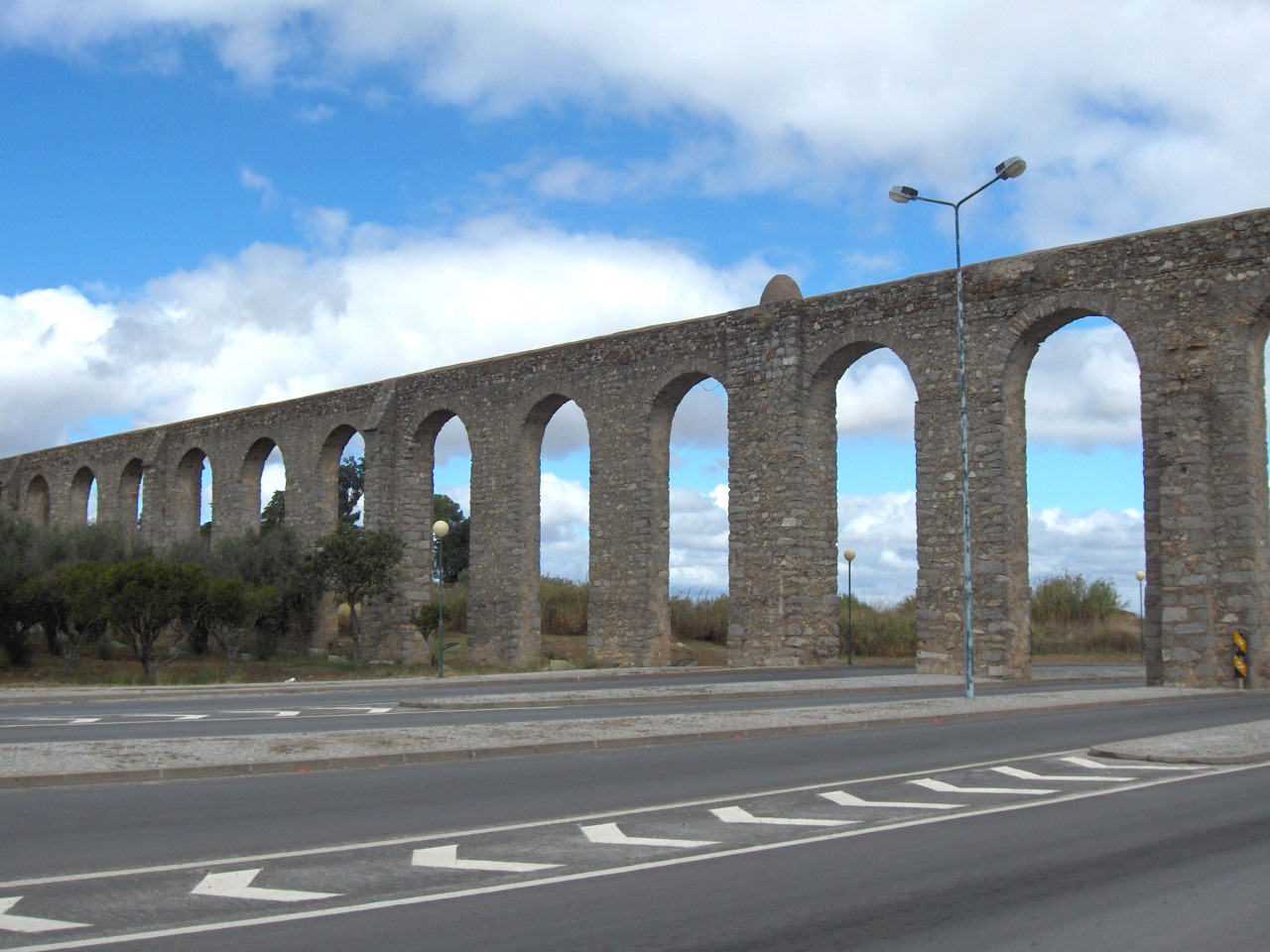
akvadukt stříbrné vody

## Partnerská města
- Angra do Heroísmo, Portugalsko, 1986
- Chartres, Francie, 2003
- Suzdal, Rusko, 1986
- Tønsberg, Norsko